# Bosbandzweefvlieg
De bosbandzweefvlieg (Syrphus torvus) is een vliegensoort uit de familie van de zweefvliegen (Syrphidae). De wetenschappelijke naam van de soort is gepubliceerd in 1875 door Osten Sacken.

## Kenmerken
Ogen hebben talloze haren, bij mannen lang en dicht, bij vrouwen korter. Dijbeen 3 is zwart op basaal 3/4.
Qua uiterlijk heeft de vlieg veel weg van de bessenbandzweefvlieg.

## Levenswijze
Hij vliegt van maart tot oktober. De larve voedt zich met bladluizen op bomen, struiken en heesters. Volwassenen voeden zich met stuifmeel en nectar en voelen zich vooral aangetrokken tot gele en witte bloemen. Het insect overwintert als larve.

## Habitat
Habitat: sparren-, sparren- en dennenbos en berken-, beuken-, eikenbos en dwergstruiktoendra. Het is synantropisch in tuinen in de voorsteden met volwassen bomen en in stadsparken. Bezochte bloemen zijn schermbloemigen, Allium ursinum, Aster, Bellis perennis, Brassica rapa, Buxus, Caltha, Cirsium arvense, Crataegus, Euphorbia, Frangula alnus, Glaux maritima, klimop, Hieracium, Oxalis, Prunus spinosa, Ranunculus, roos, braam, wilg, Senecio jacobea, Sorbus, Taraxacum, Tussilago.

## Verspreiding
De bosbandzweefvlieg heeft een Palearctisch verspreidingsgebied. Het gebied loopt van Groenland en Fennoscandinavië zuidwaarts naar het Iberisch Schiereiland en het Middellandse Zeegebied door Europa naar Turkije en Europees Rusland. Ook van Oeral oostwaarts naar Siberië en het Russische Verre Oosten naar de Pacifische kust (Koerilen) en Japan, Noord-India, Nepal en Thailand.
De bosbandzweefvlieg is in Europa een algemene soort.